# Farní sbor Českobratrské církve evangelické v Táboře
Farní sbor Českobratrské církve evangelické v Táboře je sborem Českobratrské církve evangelické v Táboře. Sbor spadá pod Jihočeský seniorát.
Sbor byl založen roku 1929.
Kazatelem sboru je Christof Lange a kurátorkou Věra Soběslavská.

## Faráři sboru
- Lubomír Miřejovský (1952–1978)
- Ondřej Soběslavský (1978–2012)
- Ondřej Kováč (2013–2015)
- Christof Lange (2016–)